# حسن فاضل
حسن فاضل (3 فبراير 1963 فاس المغرب - ) هو لاعب كرة قدم مغربي يلعب كمهاجم، شارك في كأس الأمم الأفريقية لكرة القدم 1988.

## روابط خارجية
- حسن فاضل على موقع قاعدة بيانات كرة القدم.إي يو (الإنجليزية)
- حسن فاضل على موقع ناشيونال فوتبول تيمز (الإنجليزية)
- حسن فاضل على موقع عالم كرة القدم.نت (الإنجليزية)